# Diana Kipyokei

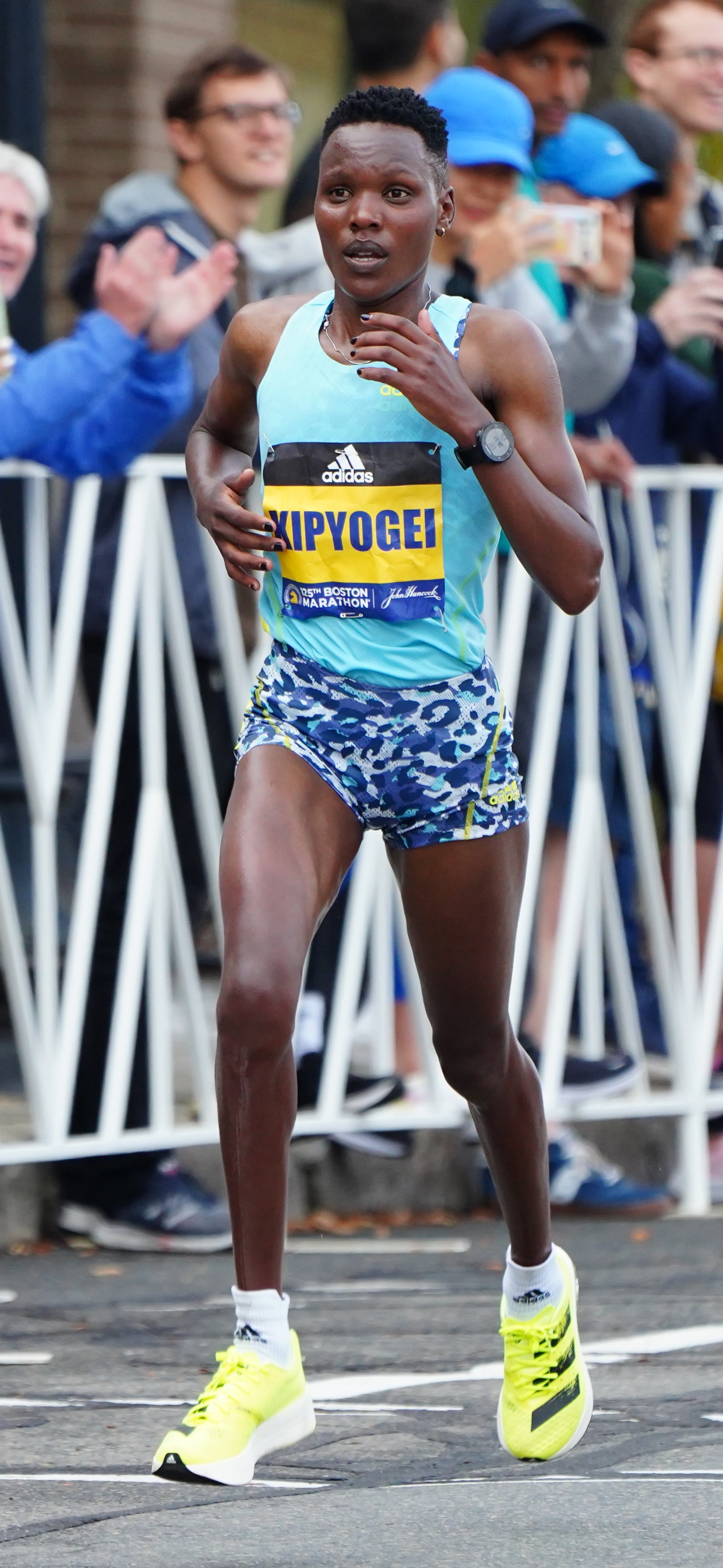
Diana Kipyokei, Boston Marathon 2021

Diana Kipyokei  (* 5. Mai 1994) (auch Diana Kipyogei, Diana Chemtai Kipyogei und Diana Chemtai Kipyokei) ist eine kenianische Langstreckenläuferin, die sich auf Halbmarathon und Marathonlauf spezialisiert hat. 2021 gewann sie den Boston-Marathon. Am 20. Dezember 2022 wurde Kipyokei der Sieg beim prestigeträchtigen Boston-Marathon 2021 aberkannt, nach dem sie positiv auf Triamcinolon getestet worden war. Sie hatte daraufhin gefälschte Dokumente aus einem Krankenhaus verwendet, um sich zu rechtfertigen. Durch dieses Verhalten wurde das Strafmaß zusätzlich erhöht und Kipyokei erhielt eine 6-jährige Sperre.

## Erfolge
Zu Beginn ihrer Karriere war Kipyokei vornehmlich auf der Halbmarathonstrecke aktiv und erreichte dort 2018 ihre Bestzeit von 1:07:07 h als Fünfte des renommierten Valencia-Halbmarathons. 2019 debütierte Kipyokei auf der Marathondistanz als Dritte beim Ljubljana-Marathon in 2:22:07 h. 2020 verbesserte sie als Siegerin des Istanbul-Marathons mit 2:22:06 h ihre persönliche Bestzeit um eine Sekunde.
Ihr bislang bedeutendster Erfolg ist der Sieg 2021 beim Boston-Marathon in 2:24:45 h.

## Persönliche Bestleistungen
- Halbmarathon: 1:07:07 h,  Valencia, 28. Oktober 2018
- Marathon: 2:22:06 h,	Istanbul, 8. November 2020

## Doping
Die Integritätskommission AIU von World Athletics sperrte Kipyokei zusammen mit Betty Lempus im Oktober 2022 vorläufig wegen Verstößen gegen die Anti-Doping-Bestimmungen. Es wurden Abbauprodukte des Steroids Triamcinolonhexacetonid bei beiden nachgewiesen. Ferner sollen ihre Dopingproben manipuliert und die Ermittlungen durch falsche Informationen behindert worden sein.